# Daniel Rząsa
Daniel Rząsa (ur. 1986) – polski dziennikarz ekonomiczny. Absolwent Wydziału Dziennikarstwa na City, University of London.
Od 2010 do 2014 roku był redaktorem naczelnym portalu ekonomicznego Forsal.pl. Pod jego kierownictwem portal w 2013 roku został nominowany do nagrody Grand Press Digital za "determinację w oswajaniu Internetu na potrzeby czytelników tradycyjnej gazety. Uważnie przygląda się światowym trendom związanym z interaktywnymi infografikami oraz data journalism i najlepiej adaptuje je na polski grunt".
Przez cały 2018 rok pełnił funkcję specjalisty ds. szkoleń dziennikarzy na Europę Środkowo-Wschodnią w Google News Lab. Zastąpił na tym stanowisku Beatę Biel.
Od stycznia 2019 roku jest redaktorem naczelnym portalu ekonomicznego 300Gospodarka.
Jest specjalistą w dziedzinie walki z dezinformacją i prowadzi warsztaty i wykłady na ten temat.